# Karl Lieschnegg
Karl Lieschnegg (* 2. Juli 1871 in Gamlitz;; † 2. Juni 1950 in Donnersdorf) war ein österreichischer Politiker der Christlichsozialen Partei (CSP).

## Ausbildung und Beruf
Karl Lieschnegg wurde am 2. Juli 1871 als Sohn von Andreas Lieschnegg und dessen Ehefrau Josefa geboren und am 4. Juli 1871 auf den Namen Karl getauft.
Nach dem Besuch der Volksschule wurde er Grundbesitzer in Donnersdorf bei Halbenrain.

## Politische Funktionen
- Obmann des Ortsschulrates
- Mitglied des Bezirksausschusses
- Bürgermeister-Stellvertreter von Donnersdorf

## Politische Mandate
- 4. April 1919 bis 9. November 1920: Mitglied der Konstituierenden Nationalversammlung, CSP
- 10. November 1920 bis 18. Mai 1927: Mitglied des Nationalrates (I. und II. Gesetzgebungsperiode), CSP